# (5765) Izett
(5765) Izett est un astéroïde de la ceinture principale.

## Description
(5765) Izett est un astéroïde de la ceinture principale. Il fut découvert le 4 avril 1986 à l'observatoire Palomar par Carolyn S. Shoemaker et Eugene M. Shoemaker. Il présente une orbite caractérisée par un demi-grand axe de 2,64 UA, une excentricité de 0,27 et une inclinaison de 31,3° par rapport à l'écliptique.

## Compléments